# Ludlockit
Ludlockit ist ein selten vorkommendes Mineral aus der Mineralklasse der „Oxide und Hydroxide“. Er kristallisiert im triklinen Kristallsystem mit der Zusammensetzung PbFe3+4As3+10O22, ist also chemisch gesehen ein Blei-Eisen-Arsenit.
Ludlockit ist durchscheinend und entwickelt faserige bis tafelige Kristalle mit fettähnlichem Glanz auf den Oberflächen, die meist in haarförmigen Büscheln oder filzigen Matten angeordnet sind und dann eher seidig glänzen. Seine Farbe variiert zwischen rot, rotbraun bis orangebraun und gelb, seine Strichfarbe ist dagegen hellbraun.
Mit einer Mohshärte von 1,5 bis 2 gehört Ludlockit zu den weichen Mineralen, die sich ähnlich wie das Referenzmineral Gips mit dem Fingernagel ritzen lassen.

## Etymologie und Geschichte
Erstmals entdeckt wurde Ludlockit im Germanit-Erz der 2. Oxidationszone der „Tsumeb Mine“ in der Oshikoto-Region von Namibia und beschrieben 1970 durch R. J. Davis, P. G. Embrey und M. H. Hey. Sie benannten das Mineral nach den beiden Mineralsammlern und Händlern Frederick Ludlow Smith III und Charles Locke Key, die Davis und sein Team großzügig mit Mineralproben zur Analyse des Materials versorgten.

## Klassifikation
In der mittlerweile veralteten, aber noch gebräuchlichen 8. Auflage der Mineralsystematik nach Strunz gehörte der Ludlockit zur Abteilung der „Arsenite (mit As3+)“, wo er als einziges Mitglied die Gruppe der „Arsenite mit [AsxOy]4−-Gruppen“ mit der System-Nr. IV/J.07 bildete.
Die seit 2001 gültige und von der International Mineralogical Association (IMA) verwendete 9. Auflage der Strunz’schen Mineralsystematik ordnet den Ludlockit dagegen in die neu definierte Abteilung der „Arsenite, Antimonite, Bismutite, Sulfite, Selenite und Tellurite“ ein. Diese ist zudem weiter unterteilt nach der möglichen Anwesenheit von Kristallwasser und/oder zusätzlicher Anionen, so dass das Mineral entsprechend seiner Zusammensetzung in der Unterabteilung „Arsenite, Antimonide, Bismutite; ohne zusätzliche Anionen, ohne H2O“ zu finden ist, wo es als einziges Mitglied die unbenannte Gruppe 4.JA.45 bildet.
Auch die vorwiegend im englischen Sprachraum gebräuchliche Systematik der Minerale nach Dana ordnet den Ludlockit in die Klasse der „Phosphate, Arsenate und Vanadate“ und dort in die Abteilung der „Wasserfreien Phosphate etc.“ ein. Hier ist er als einziges Mitglied in der unbenannten Gruppe 38.05.04 innerhalb der Unterabteilung „Wasserfreie Phosphate etc., mit verschiedenen Formeln“ zu finden.

## Bildung und Fundorte

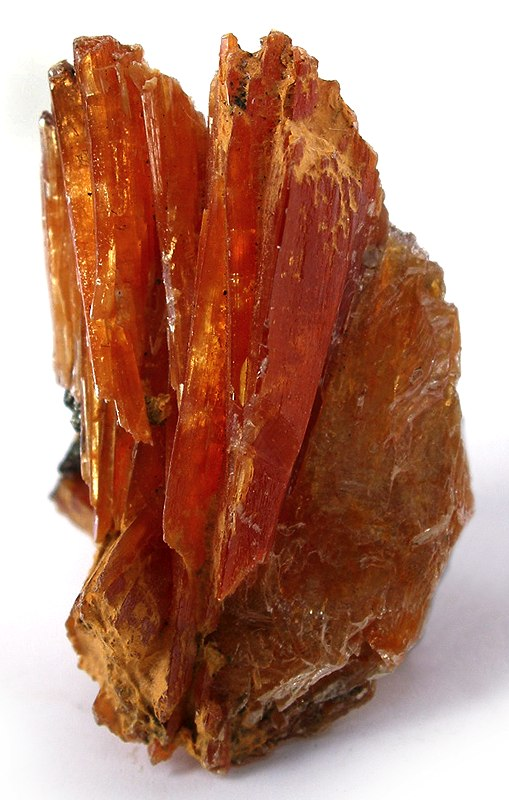
Ludlockit (orange) auf Leiteit (perlweiß) aus der Tsumeb Mine, Namibia (röße: 2,8 × 1,8 × 1,2 cm)

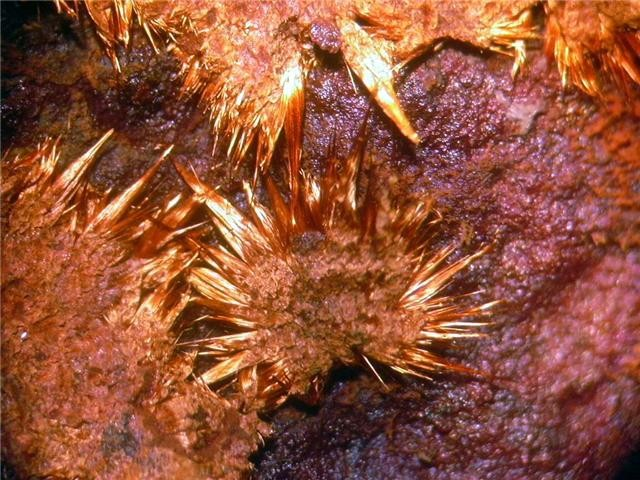
Orangebraune Ludlockit-Sonnen aus der Veta Negra Mine, Tierra Amarilla, Provinz Copiapó, Región de Atacama, Chile (Sichtfeld ca. 3 × 4 mm)

Ludlockit bildet sich in hydrothermalen Sulfiderz-Lagerstätten komplexer, polymetallischer Zusammensetzung. Als Begleitminerale treten unter anderem Bornit, Chalkosin, Germanit, Leiteit, Quarz, Pyrit, Renierit, Schneiderhöhnit, zinkhaltiger Siderit, Stolzit und Tennantit auf.
Als seltene Mineralbildung konnte Ludlockit nur an wenigen Fundorten nachgewiesen werden, wobei bisher (Stand: 2013) rund 20 Fundorte als bekannt gelten. Seine Typlokalität „Tsumeb Mine“ ist dabei der bisher einzige bekannte Fundort in Namibia, lieferte dafür aber die weltweit reichhaltigsten Mineralproben und schönsten Sammelstücke.
In Deutschland kennt man das Mineral bisher nur aus dem Landkreis Mansfeld-Südharz nahe der Kupferkammer Hettstedt, der Krughütte bei Lutherstadt Eisleben sowie der Eckardthütte und der Lutherhütte bei Leimbach (Mansfeld).
Der bisher einzige Fundort in Österreich sind die antiken Goldgruben bei Kliening im Lavanttal, Unterkärnten.
Weitere Fundorte sind unter anderem die „Veta Negra Mine“ im Pampa Larga District (Tierra Amarilla) in der chilenischen Provinz Copiapó, die Schlackenhalden der „Les Rats Mine“ bei Le Crozet in der französischen Region Auvergne-Rhône-Alpes, die Schlackenhalden in der Umgebung von Lavrio in der griechischen Gemeinde Attika, die Schlackenhalden in der Umgebung von Campiglia Marittima und Piombino in der italienischen Toskana, die „Kiura Mine“ nahe Saeki in der japanischen Präfektur Ōita (Kyūshū) und das „Stavoren-Mutue“-Zinnerzfeld in der südafrikanischen Provinz Mpumalanga.

## Kristallstruktur
Ludlockit kristallisiert triklin in der Raumgruppe A1 (Raumgruppen-Nr. 2, Stellung 2) mit den Gitterparametern a = 10,43 Å; b = 12,07 Å; c = 18,35 Å; α = 101,8°; β = 100,2° und γ = 90,6° sowie 4 Formeleinheiten pro Elementarzelle.